# Lloyd Kelsey
Lloyd Albert Kelsey (Topeka, Kansas, 1897. július 6. – 1948. július 2.) amerikai olimpikon, katona.
Az első világháború utáni olimpián, az 1920. évi nyári olimpiai játékokon indult kötélhúzásban. Először a brit, londoni rendőrségi csapat ellen kaptak ki, majd az ezüstéremért küzdöttek meg a belgákkal és tőlük is kikaptak. Így a bronzérem-ágon az olaszokkal csaptak össze, amit megnyerték és végül a bronzéremért ismét a belgákkal harcoltak de ismét kikaptak tőlük. A verseny Bergvall-rendszer szerint zajlott. Rajtuk kívül még négy ország indult (belgák, britek, hollandok és az olaszok).